# Мурапталово (станция)
Мурапта́лово — узловая железнодорожная станция Башкирского региона Куйбышевской железной дороги в Куюргазинском районе Башкортостана. От станции идут линии на Карламан, Сакмарскую, ветка на Тюльган.
На перегоне Мурапталово — Сакмарская находится граница между Куйбышевской и Южно-Уральской железными дорогами.
Пассажирское сообщение по станции отсутствует. Скорые пригородные поезда сообщением Уфа-Оренбург остановки на станции не имеют.